# Joseph-Charles Mardrus
Joseph Charles Mardrus (Cairo, Egito, 1868 - Paris, França,1949) foi um médico, poeta e tradutor francês. Além disso, foi um eminente orientalista. É conhecido por sua tradução de As Mil e Uma Noites do árabe ao francês, publicada de 1898 a 1904, cuja "grande marca
[...] é a obsessão pelo íntegro e literal, e a pretensão não ocultada de aniquilar Galland.
Ao contrário desse, Mardrus exagera em tudo o que diz respeito às tentações da carne." A tradução brasileira de As Mil e Uma Noites por Nair Lacerda e Domingos Carvalho da Silva, publicada em 1961 pela Editora Saraiva, baseia-se no texto francês de Mardrus.

## Biografia
Mardrus nasceu no Cairo em uma família católica de origem armênia e estudou no Líbano antes de se estabelecer em Paris, França. Casou-se com a poetisa e romancista Lucie Delarue-Mardrus em 5 de junho de 1900.
Mardrus foi um grande viajante, atravessando os mares em busca das lendas de seu oriente natal. Como médico, trabalhou para o governo francês, sendo enviado para o Marrocos e o Extremo Oriente.

## Obras
- Les Mille et Une Nuits (As Mil e Uma Noites)
- L’Apocalypse Qui Est la Révélation (O Apocalipse Que É a Revelação)
- Le Livre des Morts de l’Ancienne Égypte (O Livro dos Mortos do Antigo Egito)
- Le Cantique des Cantiques (O Cântico dos Cânticos)
- Le Livre des Rois (O Livro dos Reis)
- Sucre d’amour (1926) (Açúcar do Amor)
- La Reine de Saba et divers autres contes (A Rainha de Sabá e diversos outros contos)
- Le Koran (O Alcorão), encomendado pelo governo francês em 1925
- Le Paradis Musulman (O Paraíso Muçulmano)
- Toute-Puissance de l'Adepte: Le Livre de la Vérité de Parole (Adepto Todo-Poderoso: O Livro da Verdade da Palavra)